# Arsenio (nombre)
Arsenio es un nombre propio masculino de origen griego en su variante en español. Su significado es "varón enérgico".

## Santoral
- 15 de enero: san Arsenio, eremita de Calabria.[1]
- 8 de mayo: San Arsenio el Grande, diácono romano, anacoreta en Egipto y padre del desierto.[2]
- 10 de diciembre: Beato Arsenio de Trigolo, fundador de las Hermanas de la Consolación de Milán.

## Variantes
- Femenino: Arsenia.

### Variantes en otros idiomas
| Variantes en otras lenguas | Variantes en otras lenguas       |
| -------------------------- | -------------------------------- |
| Español                    | Arsenio, Arsène                  |
| Albanés                    | Arseni, Arseniu, Arzeni, Arzeniu |
| Alemán                     | Arsenius                         |
| Asturiano                  | Arseniu                          |
| Búlgaro                    | Арсений (Arsenij)                |
| Catalán                    | Arseni                           |
| Checo                      | Arsenius                         |
| Danés                      | Arsenius                         |
| Euskera                    | Arseni                           |
| Finlandés                  | Arsenius                         |
| Francés                    | Arsène                           |
| Gallego                    | Arsenio                          |
| Georgiano                  | არსენი (Arseni)                  |
| Griego                     | Αρσενιος (Arsenios)              |
| Holandés                   | Arsenius                         |
| Húngaro                    | Arzén                            |
| Inglés                     | Arsenius                         |
| Italiano                   | Arsenio                          |
| Latín                      | Arsenius                         |
| Letón                      | Arsenijs                         |
| Lituano                    | Arsenijus                        |
| Noruego                    | Arsenius                         |
| Polaco                     | Arseniusz                        |
| Portugués                  | Arsénio                          |
| Rumano                     | Arsenie                          |
| Ruso                       | Арсений (Arsenij)                |
| Serbio                     | Арсеније (Arsenije)              |
| Sueco                      | Arsenius                         |
| Ucraniano                  | Арсеній (Arsenij)                |